# La Plonge 192
La Plonge 192 är ett reservat i Kanada.   Det ligger i provinsen Saskatchewan, i den centrala delen av landet, 2 500 km väster om huvudstaden Ottawa.
I omgivningarna runt La Plonge 192 växer i huvudsak blandskog. Trakten runt La Plonge 192 är nära nog obefolkad, med mindre än två invånare per kvadratkilometer.